# Erazmus Ciolek Witelo

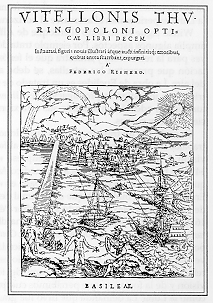
Portada del Vitellonis Thuringopoloni opticae libri decem (Deu Llibres d'Òptica pel turingi-polonès Witelo)

Erazmus Ciolek Witelo (també anomenat Witelo; Witelon; Vitellio; Vitello; Vitello Thuringopolonis; Vitulon; Erazm Ciołek; nascut ca. 1237, probablement en Legnica en Baixa Silesia; mort probablement entre 1280 i 1290, potser fins a 1314) va ser un frare, teòleg, físic, filòsof natural i matemàtic. És una important figura en la història de la filosofia polonesa.

## Biografia
La mare de Witelo era d'una noble família polonesa, mentre que el seu pare va ser un alemany de Turingia. Es deia a si mateix, en llatí, "Thuringorum et Polonorum filius" — "fill de turingis i polonesos". Va estudiar a la Universitat de Pàdua cap a 1260, i després es va mudar a Viterbo. Va entaular amistat amb Guillermo de Moerbeke, traductor d'Aristòtil. La major obra coneguda de Witelo sobre òptica, Perspectiva, que va ser acabada al voltant els anys 1270-1278, estava dedicada a Willem van Moerbeke.

## Perspectiva

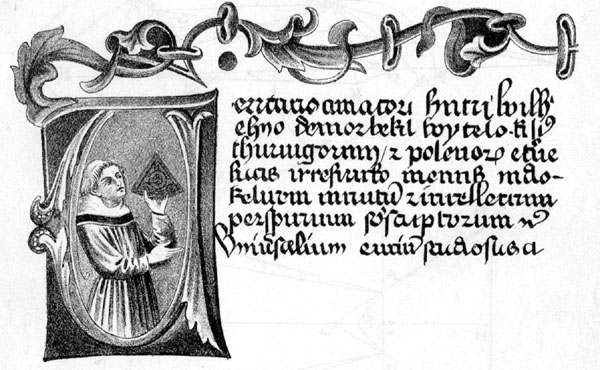
Pàgina d'un manuscrit de De Perspectiva, que inclou una miniatura de l'autor Witelo.

Perspectiva estava fortament influenciada pel treball del polímata persa Alhazen (també conegut com a Ibn al-Haytham; mort ca. 1041) i alhora va influenciar poderosament a científics posteriors, en particular a Johannes Kepler. El tractat d'òptica de Witelo estava estretament vinculat a la versió llatina de l'obra àrab de Ibn al-Haytham: Kitāb al-Manāẓanar (El Llibre de l'Òptica; De aspectibus o Perspectivae), i tots dos van ser impresos en l'edició de Friedrich Risner de Opticae Thesaurus (Basilea, 1572).
La Perspectiva de Witelo va influir també a les teories renaixentistes de la perspectiva. El Commentario terzo de Lorenzo Ghiberti es va basar en la traducció a l'italià de l'obra de Witelo.
El tractat de Witelo també conté bastant material sobre psicologia, deliniant visions que s'aproximen a les nocions modernes d'associació d'idees i de subconscient.
Perspectiva també inclou discussions metafísiques platòniques. Witelo va argumentar que existeixen cossos intel·lectuals i corporis, connectats per causalitat (corresponent a la doctrina idealista de l'universal i l'actual), emanant des de Déu en forma de Llum Divina. La mateixa llum és, per Witelo, la primera de totes les entitats sensibles, i les seves visions sobre la llum són similars a les sostingudes per Roger Bacon.

## Altres obres
En Perspectiva, Witelo es refereix a altres obres que ell havia escrit amb anterioritat, però la majoria d'elles no han sobreviscut, encara que De Natura Daemonum ("Sobre la naturalesa del dimoni") i De Primària Causa Paenitentiae ("Sobre la principal causa de la penitència") han estat redescobertes.

## Epònims
- El cràter lunar Witelo porta aquest nom en la seva memòria.[5]